# Trzciniec Mały
Trzciniec Mały – wieś w Polsce położona w województwie mazowieckim, w powiecie sokołowskim, w gminie Kosów Lacki. Ma status sołectwa.
Nieznana jest data powstania miejscowości. Większość mieszkańców zajmuje się rolnictwem.
| SIMC    | Nazwa             | Rodzaj    |
| ------- | ----------------- | --------- |
| 0676476 | Kolonia Trzciniec | część wsi |

W latach 1975–1998 miejscowość administracyjnie należała do województwa siedleckiego.
Wierni Kościoła rzymskokatolickiego należą do parafii Parafia Narodzenia Najświętszej Maryi Panny w Kosowie Lackim.